# 中贼鸥
中贼鸥（学名：Stercorarius pomarinus）为贼鸥科贼鸥属的鸟类，环球分布。它是一種候鳥，在熱帶海洋過冬。在中国大陆，出现于山西、江苏、广东等地。该物种的模式产地在欧洲的北极地区。

## 分類
其關係尚未完全解決；其線粒體DNA與大賊鷗最為相似， 但從形態和行為來看，它與小型賊鷗（如賊鷗）更接近。最可能的解釋是大賊鷗與某一種小型賊鷗之間發生了廣泛的雜交，從而形成了一個最終演變成為中賊鷗的雜交種群；或者是中賊鷗與南半球賊鷗某一種之間發生了雜交，而大賊鷗則是這一雜交後代，可能直到15世紀才出現。 根據骨骼和行為特徵來判斷，前者似乎更有可能，因為中賊鷗與「Catharacta」賊鷗有幾個相似之處，而大賊鷗似乎與其南半球的親緣並無太大差異。
中賊鷗與大賊鷗之間的mtDNA差異是目前分析過的兩個脊椎動物物種之間最小的之一，甚至小於廣泛分布物種中不同個體之間的變異。這種顯然的雜交能力導致了南半球和大賊鷗分別屬於不同屬的做法被廢除。 

## 詞源
"jaeger" 這個詞來自德語 Jäger，意為「獵人」。 屬名 Stercorarius 是拉丁語，意為「糞便的」；這是因為賊鷗在追逐其他鳥類時，這些鳥類排出的食物曾被誤認為是糞便。種名 Pomatorhinus 源自 古希臘語 的 poma, pomatos，意為「蓋子」，以及 rhis, rhinos，意為「鼻孔」。 這指的是鼻膜，這是中賊鷗與其他賊鷗共同的特徵。儘管有時會被錯誤地稱為波美拉尼亞賊鷗，但該物種的名稱與波美拉尼亞這個波羅的海地區無關。

## 描述

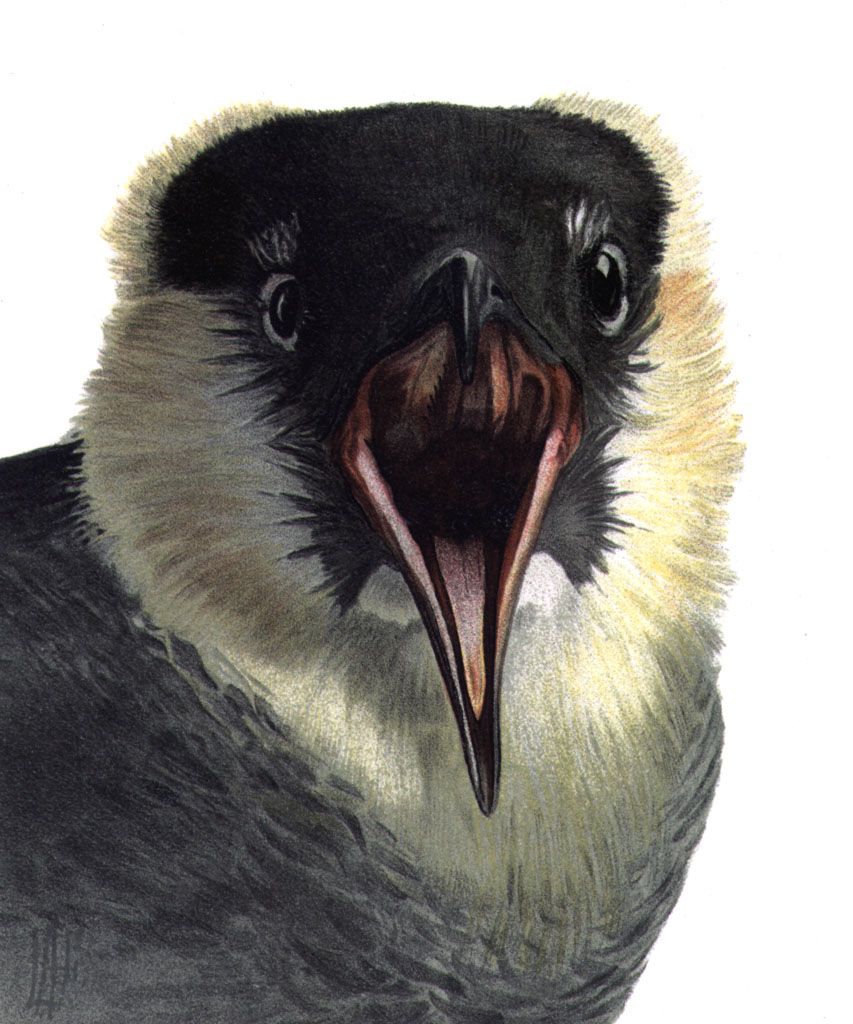
這是一隻體長約45公分的大型賊鷗，如包括夏季成體的中央尾羽，可以再增加10公分左右。

這種賊鷗的長度範圍為46至67 cm（18至26英寸），翼展為110至138 cm（43至54英寸），體重為540—920 g（1.19—2.03磅）。 成鳥的最大長度包括其在繁殖季節延長的尾羽，約為10 cm（3.9英寸）。中賊鷗的識別因其與賊鷗的相似性及存在的三種形態而變得複雜。中賊鷗比普通鷗大。它們更為笨重，翼展更寬，且不如賊鷗那樣具有隼的外形，但展現出相同的羽毛變化範圍。其飛行較小型物種更為平穩。它們有許多刺耳的咯咯叫聲和其他類似 which-yew 的聲音。
淺色形態的成鳥中賊鷗背部呈棕色，腹部主要為白色，初級翅膀羽毛為深色，帶有白色「閃光」。頭部和頸部呈淡黃色，帶有黑色頭頂。深色形態的成鳥為深棕色，中間形態的鳥類則具有稍淺的腹部、頭部和頸部。所有形態都有白色翅膀閃光，這在翅膀下方顯示為診斷性的雙重閃光。在所有形態的繁殖期成鳥中，兩根中央尾羽比其他尾羽長得多，呈勺形，並從水平面扭曲。幼鳥的識別更加困難，單憑羽毛難以與遠處的賊鷗區分。

## 行為

### 繁殖

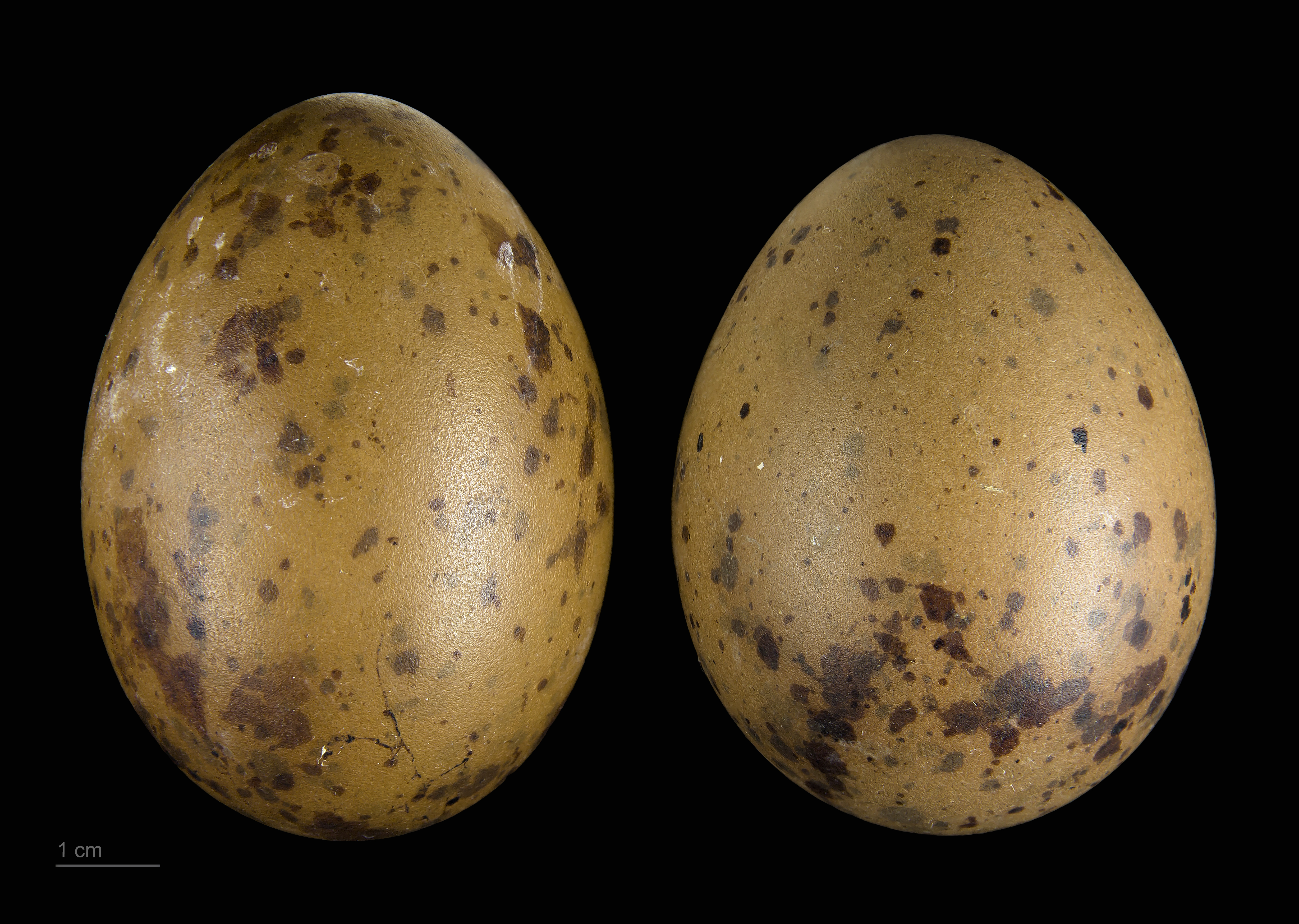
Stercorarius pomarinus - 土魯斯博物館

此物種在古北界的北極地區和北美洲的極北地區繁殖。它們在北極的苔原和島嶼上築巢，在草墊中的凹陷處產下2-3枚橄欖棕色的卵。像其他賊鷗一樣，當有入侵者（包括人類）靠近其巢穴時，牠們會飛向入侵者的頭部進行攻擊。雖然牠們無法造成嚴重的傷害，但這種經歷令人感到驚恐和疼痛。

### 覓食
這種鳥以魚、腐肉、殘渣以及大小不等的小型鳥類為食，甚至包括普通海鷗和囓齒類動物，尤其是旅鼠。牠們會盜食寄生其他鷗類、燕鷗甚至北方塘鵝的捕獲物。像大多數其他賊鷗物種一樣，牠們全年都延續這種掠奪行為，顯示出極大的敏捷性來騷擾其獵物。目前已知只有大黑背鷗、白尾海鵰和金鵰會捕食成年的健康中賊鷗。